# Kanton Autrey-lès-Gray
Autrey-lès-Gray is een voormalig kanton van het Franse departement Haute-Saône. Het kanton maakte deel uit van het arrondissement Vesoul. Het werd opgeheven bij decreet van 17 februari 2014 met uitwerking op 22 maart 2015.

## Gemeenten
Het kanton Autrey-lès-Gray omvatte de volgende gemeenten:
- Attricourt
- Autrey-lès-Gray (hoofdplaats)
- Auvet-et-la-Chapelotte
- Bouhans-et-Feurg
- Broye-les-Loups-et-Verfontaine
- Chargey-lès-Gray
- Écuelle
- Essertenne-et-Cecey
- Fahy-lès-Autrey
- Lœuilley
- Mantoche
- Montureux-et-Prantigny
- Nantilly
- Oyrières
- Poyans
- Rigny
- Vars